# دييغو بويت
دييغو بويت (بالإسبانية: Diego Poyet)‏ (8 أبريل 1995 سرقسطة إسبانيا - ) هو لاعب كرة قدم أوروغواني، يلعب كلاعب وسط.

## وصلات خارجية
دييغو بويت على موقع الاتحاد الدولي (مؤرشف)  (الإنجليزية)
- دييغو بويت على موقع قاعدة بيانات كرة القدم.إي يو (الإنجليزية)
- دييغو بويت على موقع Soccerbase.com (لاعب) (الإنجليزية)
- دييغو بويت على موقع Soccerway.com (الإنجليزية)
- دييغو بويت على موقع عالم كرة القدم.نت (الإنجليزية)
- دييغو بويت على موقع AS.com (الإسبانية)